# キングハイセイコー
キングハイセイコーは日本の競走馬。主な勝鞍は羽田盃、東京ダービー。

## 概要
浦和競馬場でデビュー。1983年の3歳時は6戦6勝。
明け4歳となった7戦目のニューイヤーカップで前年の全日本3歳優駿優勝馬ヨシマサボーイを圧倒し7連勝を飾った。
その後も無傷の9連勝を飾るも、10戦目の黒潮盃では京浜盃で快速を披露したステートジャガーに逃げ切られ3着に敗れた。キングハイセイコーは初の右回りコースでギコチない動きの上、再三の不利があっての3着であった。
二度目の対決となった南関東三冠初戦・羽田盃では、1番人気こそステートジャガーに譲ったが、三番手に付けたキングハイセイコーが逃げたステートジャガーを捕らえて、2馬身半突き放して優勝。続く東京ダービー前に父ハイセイコーにも乗った高橋三郎騎手は「びっくりするほど跳びが大きい。スローモーション。乗っていてスピード感はないんだけど時計は速い。似ているかって？それはやっぱり親子だから」と語り、結果は2着のロツキータイガーに1馬身半の差をつけて快勝した。このダービーは浦和VS大井で大いに盛り上がったという。
この勝利でハイセイコーは産駒が日本ダービー（カツラノハイセイコ）と東京ダービーを制すという快挙を成し遂げた。
夏は7月25日のしらさぎ賞を圧勝。秋は南関東三冠を目指し9月19日の東京盃から始動したものの東京盃では落馬競走中止、三冠最終戦の東京王冠賞は、急遽主戦からテン乗りの騎手への乗り替わりやスタートでの出遅れなどもあり、ロツキータイガーから2馬身半差の2着に敗れ、三冠はならなかった。次走の地元・浦和のゴールドカップは59.5kgを背負いながらコースレコードで圧勝したが、年末の東京大賞典ではハナを切るも二周向正面で勝ったテツノカチドキにまくられて4着に終わった。東京王冠賞で敗れた際も距離が長かったとの指摘があったが、さらに2ハロン距離が延びた東京大賞典は勝ち馬から約10馬身もの差を付けられる大敗だった。
翌1985年は中央競馬に移籍し、緒戦の安田記念は初めての芝コースということもあり13着と大敗したが、札幌日経賞5着、札幌記念はリキサンパワーの2着（いずれもダートコース）を最後に引退し、種牡馬となった。

### 競走成績
地方競馬17戦13勝、中央競馬3戦0勝。
- 1983年：6戦6勝
- 1984年：11戦7勝。ニューイヤーカップ、羽田盃、東京ダービー、しらさぎ賞、ゴールドカップ。2着 - 東京王冠賞。3着 - 黒潮盃
- 1985年：3戦0勝。2着 - 札幌記念

## 種牡馬時代
1987年より種牡馬入り、初年度産駒は3頭。4年目の1991年生からとちぎ大賞典を優勝したイチノキングを出した。代表産駒の1994年生のスノーエンデバーはブリーダーズゴールドカップなどダートグレード競走5勝を挙げる活躍を見せた。他に札幌3歳ステークス4着のマイネルエナジーなど。1997年シーズンを最後に用途変更。

## 血統表
| キングハイセイコーの血統（ハイペリオン系 / Nearco4×4=12.50% Hyperion4×4=12.50% Harina・プリメロ4×5=9.38%） | キングハイセイコーの血統（ハイペリオン系 / Nearco4×4=12.50% Hyperion4×4=12.50% Harina・プリメロ4×5=9.38%） | キングハイセイコーの血統（ハイペリオン系 / Nearco4×4=12.50% Hyperion4×4=12.50% Harina・プリメロ4×5=9.38%） | （血統表の出典）           | （血統表の出典） |
| 父 ハイセイコー 1970 鹿毛                                                                                  | 父の父*チャイナロック China Rock 1953 栃栗毛                                                               | Rockefella                                                                                                 | Hyperion                   | Hyperion         |
| 父 ハイセイコー 1970 鹿毛                                                                                  | 父の父*チャイナロック China Rock 1953 栃栗毛                                                               | Rockefella                                                                                                 | Rockfel                    |                  |
| 父 ハイセイコー 1970 鹿毛                                                                                  | 父の父*チャイナロック China Rock 1953 栃栗毛                                                               | May Wong                                                                                                   | Rustom Pasha               | Rustom Pasha     |
| 父 ハイセイコー 1970 鹿毛                                                                                  | 父の父*チャイナロック China Rock 1953 栃栗毛                                                               | May Wong                                                                                                   | Wezzan                     |                  |
| 父 ハイセイコー 1970 鹿毛                                                                                  | 父の母ハイユウ 1961 黒鹿毛                                                                                 | *カリム Karim                                                                                              | Nearco                     | Nearco           |
| 父 ハイセイコー 1970 鹿毛                                                                                  | 父の母ハイユウ 1961 黒鹿毛                                                                                 | *カリム Karim                                                                                              | Skylarking                 |                  |
| 父 ハイセイコー 1970 鹿毛                                                                                  | 父の母ハイユウ 1961 黒鹿毛                                                                                 | *ダルモーガン Dalmogan                                                                                     | Beau Son                   | Beau Son         |
| 父 ハイセイコー 1970 鹿毛                                                                                  | 父の母ハイユウ 1961 黒鹿毛                                                                                 | *ダルモーガン Dalmogan                                                                                     | Reticent                   |                  |
| 母 セントオープン 1974 栗毛                                                                                | 母の父*セントクレスピン Saint Crespin 1956 栗毛                                                            | Aureole | Hyperion                   | Hyperion         |
| 母 セントオープン 1974 栗毛                                                                                | 母の父*セントクレスピン Saint Crespin 1956 栗毛                                                            | Aureole | Angelola                   |                  |
| 母 セントオープン 1974 栗毛                                                                                | 母の父*セントクレスピン Saint Crespin 1956 栗毛                                                            | Neocracy                                                                                                   | Nearco                     | Nearco           |
| 母 セントオープン 1974 栗毛                                                                                | 母の父*セントクレスピン Saint Crespin 1956 栗毛                                                            | Neocracy                                                                                                   | Harina                     |                  |
| 母 セントオープン 1974 栗毛                                                                                | 母の母ホウシュウスタン 1968 鹿毛                                                                           | *ヒンドスタン Hindostan                                                                                    | Bois Roussel               | Bois Roussel     |
| 母 セントオープン 1974 栗毛                                                                                | 母の母ホウシュウスタン 1968 鹿毛                                                                           | *ヒンドスタン Hindostan                                                                                    | Sonibai                    |                  |
| 母 セントオープン 1974 栗毛                                                                                | 母の母ホウシュウスタン 1968 鹿毛                                                                           | ホウシュウクイン                                                                                           | トシシロ                   | トシシロ         |
| 母 セントオープン 1974 栗毛                                                                                | 母の母ホウシュウスタン 1968 鹿毛                                                                           | ホウシュウクイン                                                                                           | ヘーレンフオード F-No.16-c |                  |

- 全妹ミヤシロオープンの産駒にミヤシロブルボン（東北サラブレッド3歳チャンピオン、南部駒賞）、シャコーオープン（東京記念、船橋記念）がいる。
- 半妹マヤノクローバーの産駒にライトアンビシャス（若駒賞）がいる。
- 曾祖母ホウシュウクインは1958年の桜花賞優勝馬。さらに牝系を遡ると、小岩井農場の名牝ヘレンサーフにたどり着く。